# Аргахтах
Аргахтах (якут. Арҕахтаах) — сельский населённый пункт на территории Республики Саха, Среднеколымский улус, центр Алазейского наслега.
Расположен на реке Алазея в 110 км к северу от Среднеколымска, с которым связан зимником.

## География
Аргахтах расположен за Северным полярным кругом, на левом берегу реки Алазея, в 140 км к северу от улусного центра г. Среднеколымск. Алазейский наслег образован в 1934 г. и утверждён  заседанием президиума  Средне-Колымского Райисполкома.
Общая площадь 0,902 тыс. га, из них сельскохозяйственные угодья занимают 0,872 тыс. га. Граничит на юге с Байдинским наслегом, на западе с Мятисским 2-м наслегом и Кангаласским 1-м наслегом , на севере граничит с селом Андрюшкино Нижнеколымского района, на востоке с Сень-Кюёльским наслегом. 
Преобладает равнинный рельеф. Значительную часть  наслега занимает  Алазейское плоскогорье. По территории наслега протекает река Алазея. Есть множество озёр.

## История
Основан в 1944 г.

## Население
| 2002 | 2010 | 2011 | 2012 | 2013 | 2014 | 2015 |
| ---- | ---- | ---- | ---- | ---- | ---- | ---- |
| 581  | ↘518 | ↗519 | ↘505 | ↘502 | ↘499 | ↗501 |
| 2016 | 2017 | 2018 | 2019 | 2020 | 2021 |      |
| ↗506 | ↘502 | ↘489 | ↘485 | ↘471 | ↘469 |      |

## Экономика
В селе центральная усадьба совхоза «Алазейский», основные производства — мясо-молочное скотоводство, мясное табунное коневодство, звероводство, пушной промысел.
Имеется взлётно-посадочная полоса для приёма самолётов.